# Riviera Express (train)
Le Riviera Express est un train qui reliait directement les villes de Nice et de Moscou chaque semaine en approximativement 52 heures. Il a circulé de 2010 à 2020.
Ce train est une coexploitation des RJD et de la SNCF née en septembre 2010 après le succès du Moscou Express, la France et la Russie souhaitant promouvoir les échanges entre les deux États.
Il traverse huit pays (entre autres l'Italie, l'Autriche, la Pologne) et prend à peu près deux jours.
Depuis 2020, ses circulations sont suspendues en raison de la pandémie de Covid-19, mais aussi de l'invasion de l'Ukraine par la Russie en 2022.

## Historique
À l'origine, le Riviera Express était le nom d'une relation ferroviaire instituée en 1900 par la Compagnie internationale des wagons-lits entre les villes de Hambourg, Amsterdam, Berlin (avec correspondance de et vers la Pologne et la Russie) et Nice. Petit-à-petit, la ville de Vintimille, à la frontière franco-italienne, est choisie comme destination finale au détriment de Nice. C'est ainsi que le tracé originel changea au travers des années :
- entre 1934 et 1939 : Amsterdam/Berlin - Vintimille.
- à partir de 1957 : Cologne-Vintimille.
- dans les années 1970-1980 : Amsterdam/Copenhague Hambourg Francfort-sur-le-Main-Vintimille par le  tunnel ferroviaire du Saint-Gothard en hiver et par le tunnel du Simplon en été.
- en 1990 le train est limité au trajet Francfort-Vintimille

Puis la ligne est interrompue dans le milieu des années 1990.
Ce n'est qu'en septembre 2010 qu'un train portant le nom de Riviera Express circule de nouveau mais cette fois avec un trajet différent de celui d'origine et totalement direct, pour la première fois, entre Nice et Moscou.
À partir d'octobre 2011, le train observe un arrêt de deux minutes en gare de Monaco.
Depuis 2020, le train ne circule plus, d'abord en raison de la pandémie de Covid-19, puis du fait des sanctions économiques contre la Russie à la suite de l'invasion de l'Ukraine en 2022, aucun rétablissement de la liaison n'étant prévu.

## Composition
Le convoi est composé de 10 voitures-lits modernes des chemins de fer russes (6 voitures-lits de première classe, 3 voitures-lits VIP et 1 voiture-lits de seconde classe) ainsi que de 2 voitures restaurant et d'une voiture de service. Ces voitures sont tractées par une locomotive (parfois deux) appartenant à la société ferroviaire du pays traversé.
Soit pour :
- la France et Monaco: la SNCF ;
- l'Italie : les FS ;
- l'Autriche : l'ÖBB ;
- la République tchèque : les ČD ;
- la Pologne, les PKP ;
- la Biélorussie, les BČ (БЧ) (en) ;
- la Russie, les RŽD (РЖД).

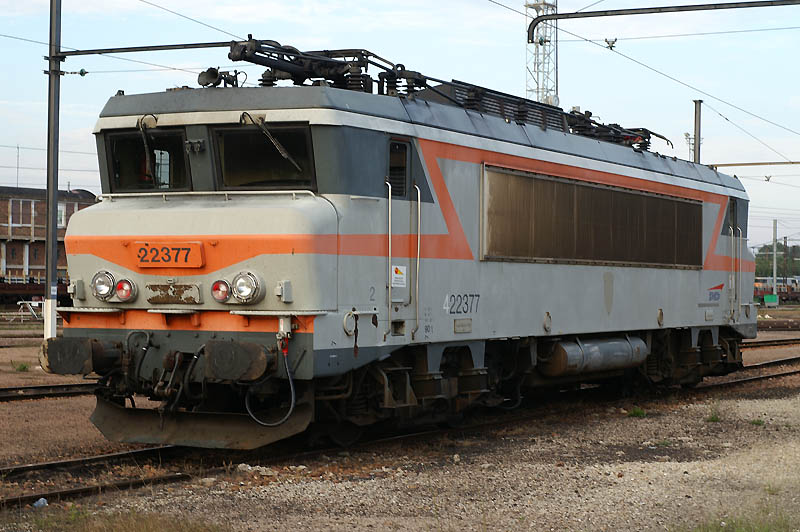
Une BB 22200 de la SNCF.
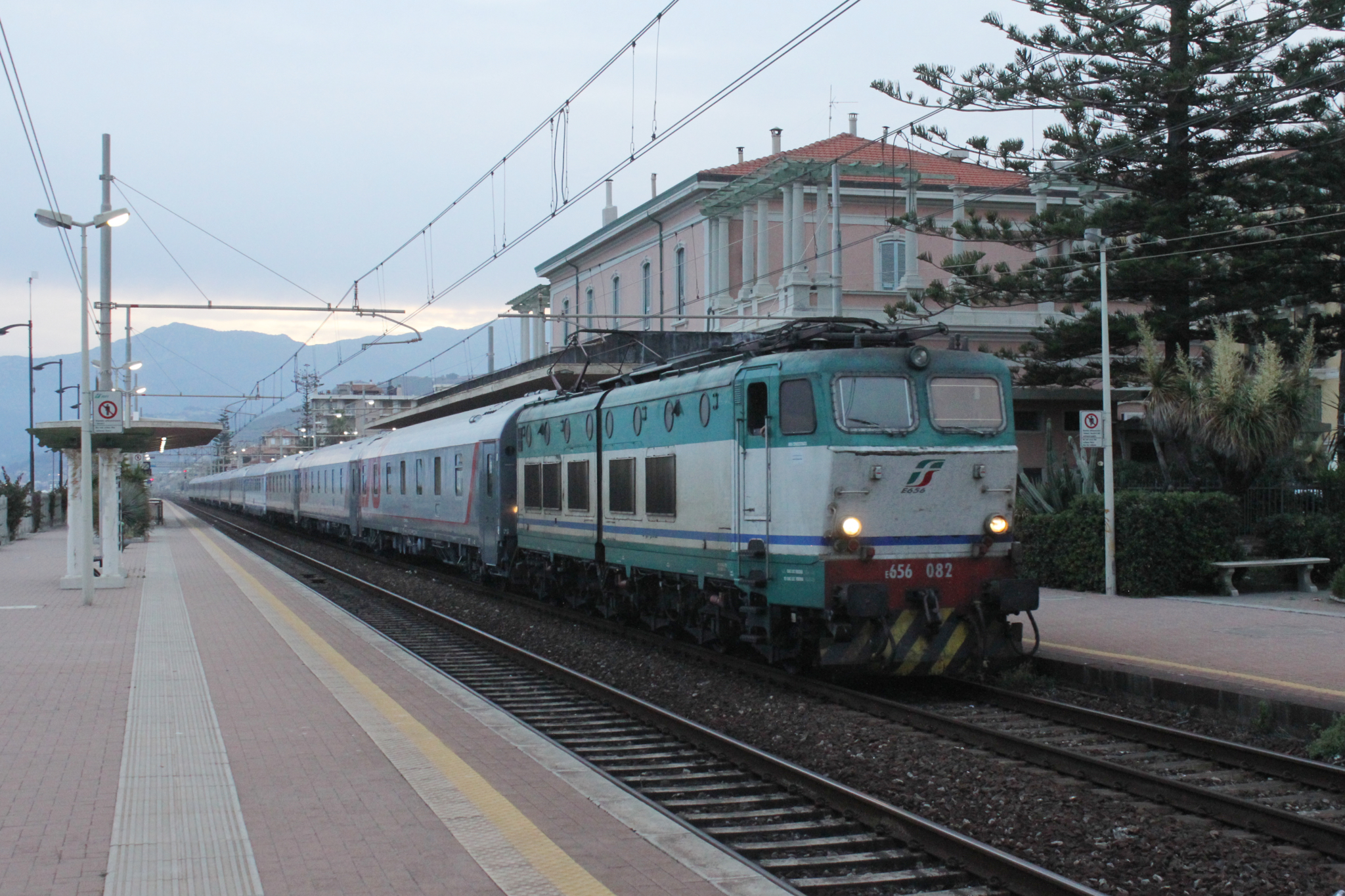
Une E656 des FS.
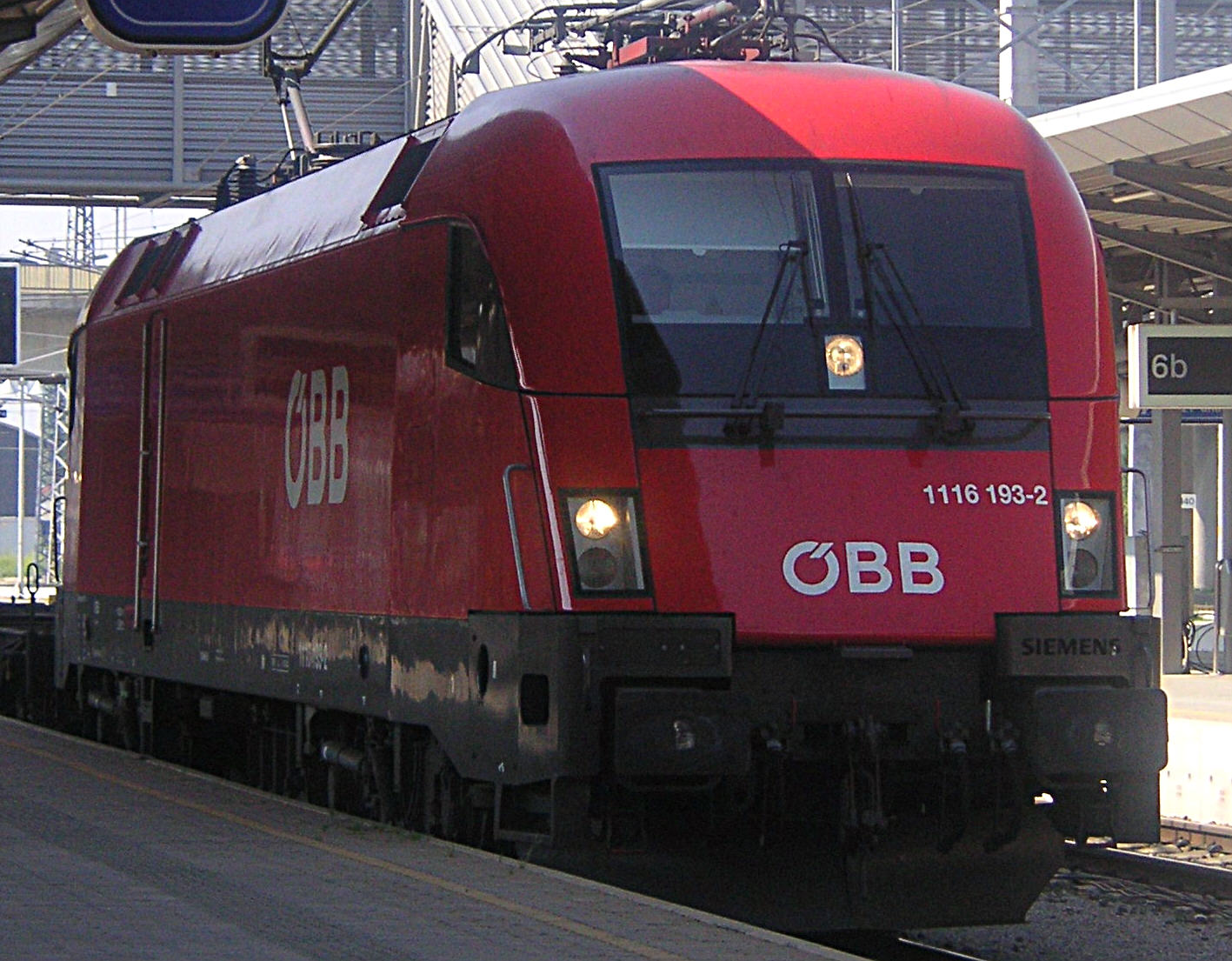
Une ÖBB 1116 (de)
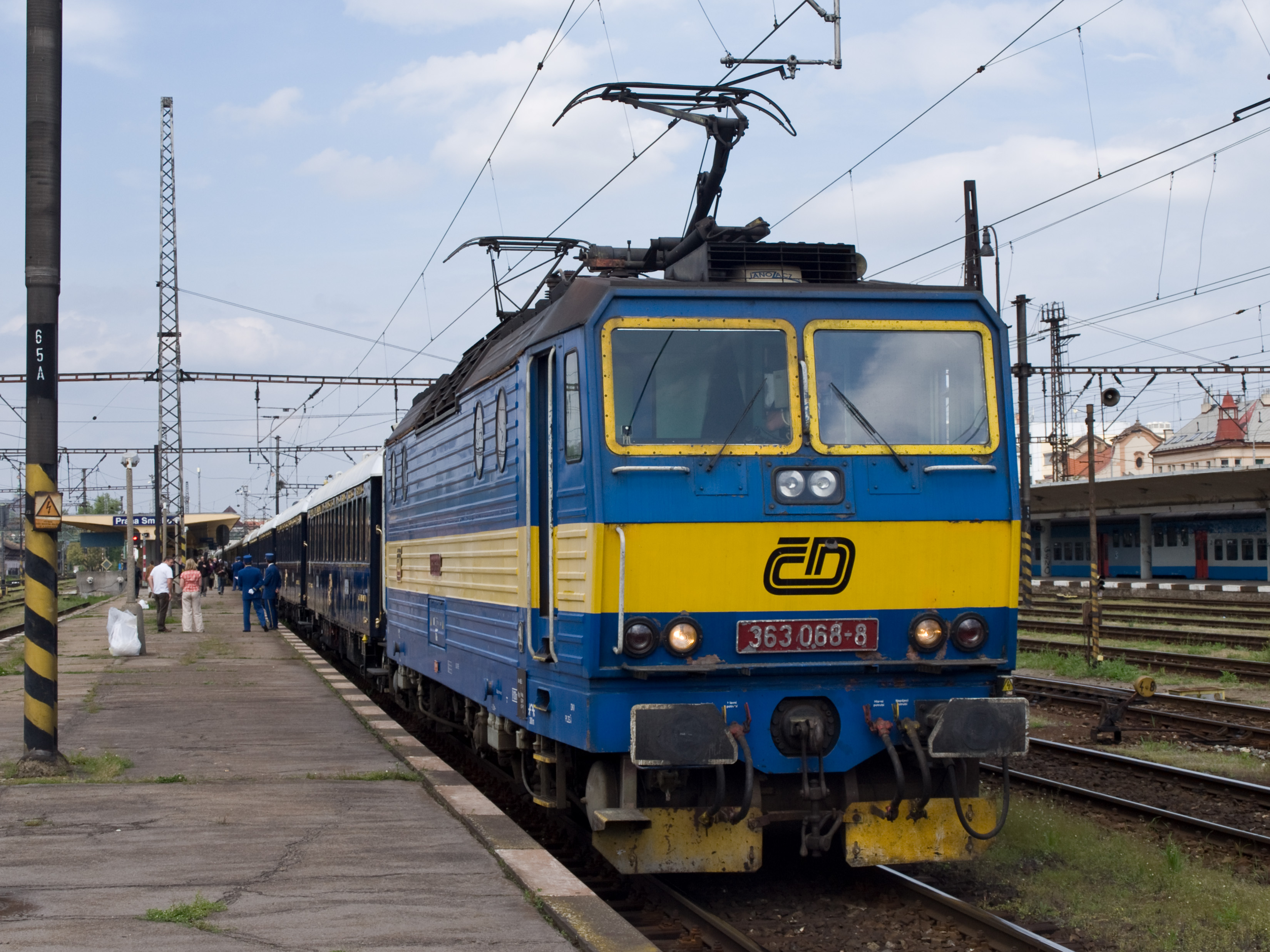
Une 363 (cs) des ČD.
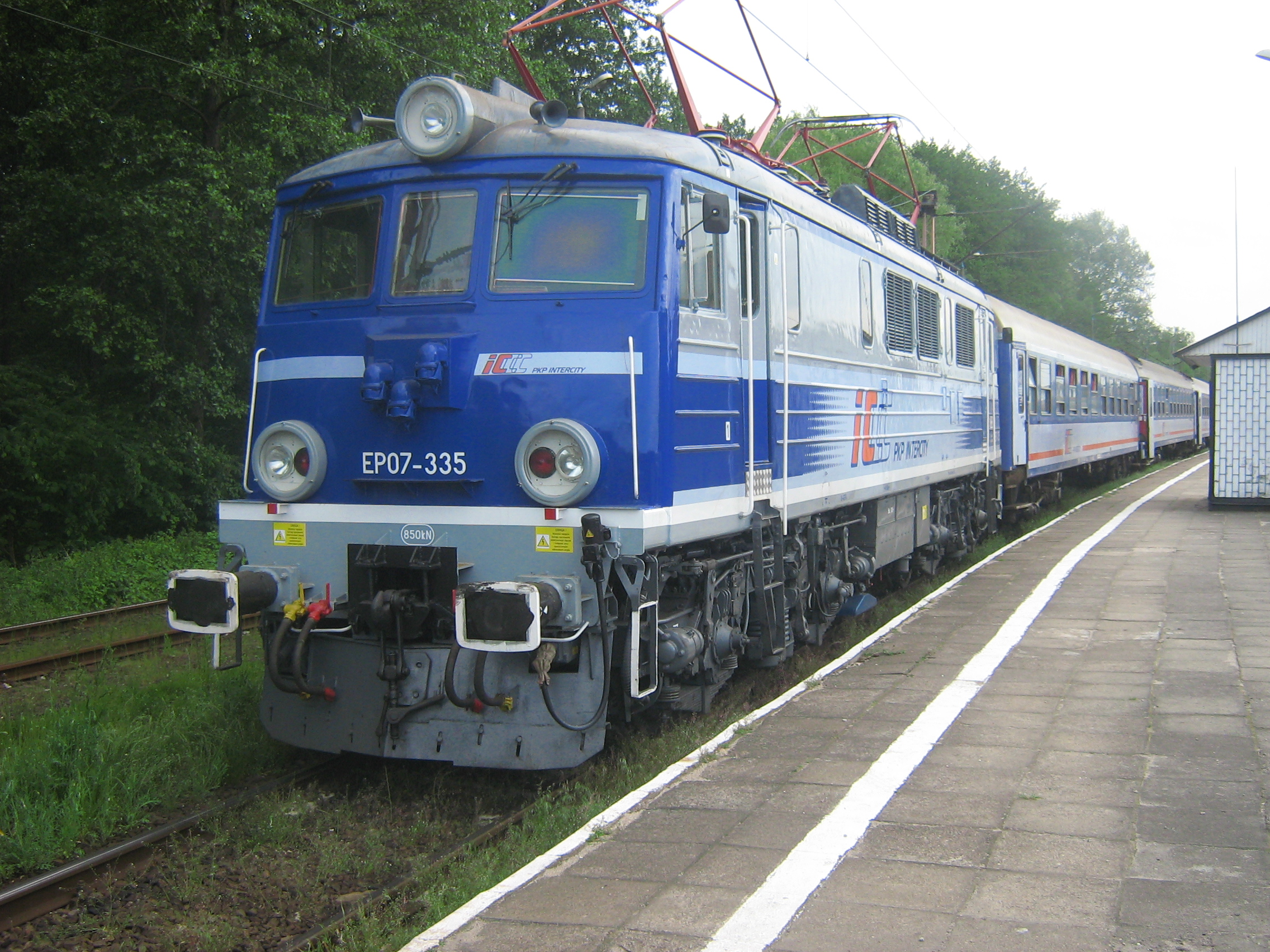
Une EP07 (pl) des PKP.

Les voitures restaurant sont, sur le tronçon Nice-Terespol de type « Intercity » des chemins de fer polonais et du type courant des chemins de fer russes sur le tronçon Brest-Moscou.
En gare de Brest, les bogies sont changées à cause de la rupture de charge entre les écartements russes (1 520 mm) et ceux normaux (1 435 mm).

## Conditions d'entrée en Russie pour les non détenteurs d'un passeport Russe
Depuis le 12 février 2017, un régime d'exemption de visas a été instauré par la Biélorussie pour 80 pays, incluant l'Union européenne. Comme il n'existe entre la Biélorussie et la Russie aucun poste de frontière international, aucune formalité douanière ne peut se faire. Dès lors un voyageur même muni d'un visa Russe valide serait considéré comme étant rentré clandestinement. C'est pourquoi il est interdit à toute personne non détentrice de la nationalité russe ou biélorusse de rentrer en Russie depuis la Biélorussie par route ou par le train. De fait, cela interdit l'utilisation de ce train à toute personne n'ayant pas la nationalité russe ou biélorusse. En 2020, la situation est réglée, ainsi un voyageur non détenteur d’un passeport russe peut emprunter le Riviera Express ou le Paris-Moscou Express[réf. nécessaire].

## Tarif
Le prix des billets, début 2011, varie de 306 € pour un aller simple en seconde classe jusqu'à 1 200 € pour un aller simple en cabine première classe de luxe, dotée d’un grand lit, d'un coin douche-toilettes, de la télévision et d'un mini-bar.